# Museu Plantin-Moretus
O  Museu Plantin-Moretus é um museu em Antuérpia, Bélgica, em honra aos famosos impressores Christoffel Plantijn e Jan Moretus. Está localizado na sua antiga residência e gráfica, a Plantin Press, no Friday Market.

## História
A gráfica foi fundada no século XVI por Christoffel Plantijn. Após sua morte o dono passou a ser seu genro, Jan Moretus.
Em 1876 Edward Moretus vendeu a companhia á cidade de Antuérpia. Um ano depois o público podia visitar a área de convivência e de impressão. Em 2002 o museu foi inscrito no site da UNESCO pela sua importância educacional, científica e cultural e a partir de 2005 foi considerado Patrimônio Mundial da UNESCO.
O Museu Plantin-Moretus possui uma excepcional coleção de material tipográfico. Não somente é uma das casas gráficas mais velhas do mundo com suas matrizes e máquinas, como também tem uma vasta biblioteca, um interiro altamente decorado e os arquivos inteiros da planta Plantin, que foi inscrita na UNESCO.

## Coleção[2]

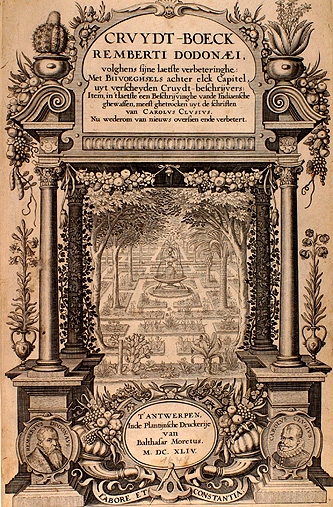
Capa de uma edição de Rembert Dodoens, editada por Jan Moretus.

- uma Bíblia em cinco idiomas: "Biblia Polyglotta" (1568-1573)
- Thesaurus Teutoniae Linguae
- um livro geográfico: Theatrum Orbis Terrarum feito por Abraham Ortelius
- um livro com descrição de ervas: Cruydeboeck feito por Rembert Dodoens
- um livro de anatomia feito por Andreas Vesalius e Joannes Valverde
- um livro sobre os números decimais, de Simon Stevin
- a Bíblia 36 de Johannes Gutenberg
- pinturas e desenhos de Peter Paul Rubens
- o estudo do humanismo de Justus Lipsius e muitas outras obras suas